# Neil Finn
Neil Mullane Finn (Te Awamutu, 27 de maio de 1958) é um cantor e compositor neozelandês. Ele foi vocalista e líder do grupo Crowded House e, anteriormente, de uma outra banda também neozelandesa chamada Split Enz.
Em 2018, foi integrado como vocalista e guitarrista do Fleetwood Mac, substituindo Lindsey Buckingham.

## Anos 70
Finn ficou conhecido no final dos anos 1970 depois de substituir o vocalista e compositor Phil Judd na banda Split Enz da qual fazia parte seu irmão Tim Finn. Com o grupo, Finn escreveu os hits "One Step Ahead", "History Never Repeats", "I Got You" e "Message to My Girl", entre outros.

## Crowded House
Com o fim do Split Enz em 1984, foi aberto o caminho para a formação de um novo grupo que foi consolidado no ano seguinte sob o nome de Crowded House.

## Carreira solo
No Crowded House, Finn permaneceu até 1996, para iniciar uma bem sucedida carreira solo, lançando dois álbuns com o irmão Tim, intitulados "Finn Brothers".

## Volta ao Crowded House

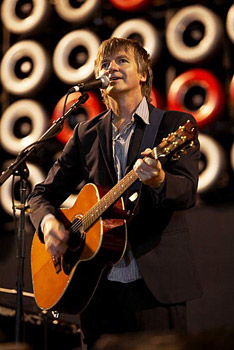
Neil Finn em 2007.

Em 2007, Finn reuniu o Crowded House e juntos lançaram um novo álbum, Time on Earth começando uma turnê mundial. Finn cantou uma versão de "Misty Moutains", música tema do filme O Hobbit: Uma Jornada Inesperada

## Discografia

### Finn Brothers
- Finn (1996)
- Everyone Is Here (2004)

### Solo
- Try Whistling This (1998)
- One Nil (2001)
- 7 Worlds Collide (2001)